# Gómez Palacio
Gómez Palacio er en by og en kommune i den mecikanske stat Durango på grænsen mod Tlahualilo de Zaragoza mod nord, delstaten Coahuila mod øst og Lerdo mod syd. Byens navn er til ære for den kendte forfatter og politiker Francisco Gómez Palacio y Bravo. Gómez Palacio blev grundlagt den 15. september 1885 og i 2005 var indbyggertallet på 239 842.
25°34′16.486″N 103°29′34.541″V / 25.57124611°N 103.49292806°V